# برانيمير بولجاك
برانيمير بولجاك (بالنرويجية البوكمول: Branimir Poljac)‏ (17 مايو 1984 بأوسلو في النرويج - ) هو لاعب كرة قدم نرويجي في مركز الهجوم. شارك مع منتخب النرويج تحت 21 سنة لكرة القدم. أما مع النوادي، فقد لعب مع قونيا سبور ونادي ستابك ونادي ستارت وMoss FK ‏.

## روابط خارجية
- برانيمير بولجاك على موقع اتحاد النرويج (النرويجية)
- برانيمير بولجاك على موقع اتحاد تركيا (لاعب) (الإنجليزية)
- برانيمير بولجاك على موقع قاعدة بيانات كرة القدم.إي يو (الإنجليزية)